# Geitelde
Geitelde liegt im äußersten Südwesten Braunschweigs und ist einer der kleinsten Stadtteile. Das ehemalige Dorf wurde zum 1. April 1974 aus dem Landkreis Wolfenbüttel in die Stadt Braunschweig im Südosten des Landes Niedersachsen eingemeindet. Die Nähe zu dem Wirtschaftsstandort Salzgitter wirkt sich positiv auf Arbeitsplätze und den Baulandbedarf aus, so dass in Geitelde große Baugebiete erschlossen wurden.
Der Ortsteil gehört seit November 2022 zum Stadtbezirk 222 – Südwest.

## Geografie
Geitelde liegt am Südhang des Geitelder Bergs, der mit 111 m ü. NHN höchsten Erhebung Braunschweigs. Er gehört zu einer Kreideformation, die sich nach Norden über den Steinberg in Broitzem mit 106 m Höhe und weiter nach Osten bis zum über 98 m hohen Westerberg ausdehnt und das Geitelder Holz umschließt. Das Geitelder Holz gilt als eines der ursprünglichsten Waldgebiete Braunschweigs und ist Quellgebiet des Geitelder Grabens. Im Ort sprudelt eine Quelle, die Wasche, die zum Thiedebach hin abfließt und Mittelpunkt des Ortes ist.
Der Ort liegt in direkter Nähe der östlich verlaufenden A39 und des westlich gelegenen Stichkanals Salzgitter.

Höhenprofil von Geitelde in der Süd-Nord Erstreckung (Höchster Punkt ist der Geitelder Berg)

## Geschichte

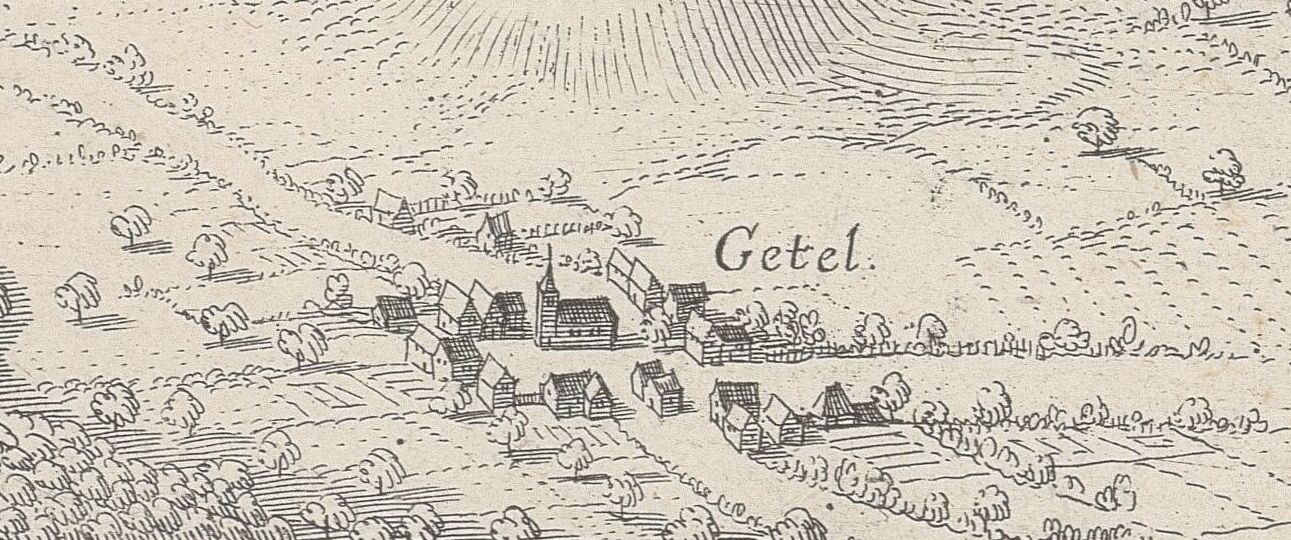
Getel im Dreißigjährigen Krieg, 1641

Der Entstehungszeitpunkt von Geitelde liegt um das Jahr 800 n. Chr., seiner ersten Erwähnung im Güterverzeichnis des Klosters Fulda (siehe Liergau). Im Jahr 1885 fand man im nordöstlichen Teil des Geitelder Holzes das größte Halbedelsteinbeil Europas. Dies lässt vermuten, dass Geitelde schon in der Jungsteinzeit als Siedlungsplatz existierte.
Die Namensgebung im Wandel der Zeit: Gedlithi (1060), Getlede (1196), Ghetelde (1304) und später dann Geitelde. Der Sprachforscher Herbert Blume legt nahe, dass sich die frühere Bezeichnung Getlithi auf das germanische Wort Gatil-lithi zurückführen lässt. Dies wäre eine Ableitung aus dem Gewässernamen Gatila, was so viel wie „die Hindurchfließende“ bedeutet und sich auf die heutige Wasche bezieht. Anfangs wurde das Pfarrdorf auch noch „Haufendorf an der Wasche“ genannt. Im Mittelalter entwickelte es sich immer weiter um die Wasche herum. Die Edelherren von Meinersen waren in Getledhe begütert. Aus ihrem Eigenbesitz gaben sie 1½ Hufen und ½ Mühle als Lehen um 1280 an den Braunschweiger Bürger Konrad Holtnicker.
1988 wurden Grubenhäuser mit Keramikfunden aus dem 7. bis 9. Jahrhundert ausgegraben. Während des Dreißigjährigen Krieges wurde das Dorf teilweise zerstört. Die Geitelder Kirche im Mittelpunkt des Dorfes entstand im Jahr 1807. Das von Ackerland umgebene Geitelde bewahrte bis in das 20. Jahrhundert hinein seinen dörflichen Charakter.
Im Zuge der 1939 erfolgten Gründung der „Reichswerke Hermann Göring“ im nahen Salzgitter verlor die Ortschaft ein Drittel ihrer Agrarfläche. Die Sozialstruktur veränderte sich, da viele Bewohner in die Industrie abwanderten. Bei einem Bombenangriff am 30. Januar 1944 starben 25 Menschen. Der Ort hatte ungefähr 70 Bombentrichter (teilweise 15 m Durchmesser). In der Feldmark waren mindestens 320 Einschläge, wobei viele Drainagen zerstört wurden. In den Tagebuchaufzeichnungen des Landwirtes Otto Dierling sen. wird die Situation beschrieben. Trotz des Ersten und Zweiten Weltkriegs wurde das Dorfzentrum bis auf bauliche Veränderungen fast vollständig erhalten.
Von 1951 bis 1974 war Geitelde Standort des Rundfunksenders Geitelde.
Bis zum Jahr 1974 gehörte Geitelde zum Landkreis Wolfenbüttel. Seit 1985 ist das Geitelder Holz mit der umgebenden Feldflur Landschaftsschutzgebiet.
1988 wurden bei Baumaßnahmen im Pfarrgarten Grubenhäuser mit frühmittelalterlichen Keramiken gefunden, sie stammen aus dem 7. bis 9. Jahrhundert.
Gegenwärtig sind in Geitelde noch sechs Vollerwerbs- und zwei Zu- bzw. Nebenerwerbslandwirte ansässig.

## Infrastruktur
Es gibt im Ort einen Kindergarten, einen Freizeittreff für Kinder- & Jugendliche der AWO, eine Baumschule, einen Direktvermarkter und Hofladen, sowie eine Gastwirtschaft mit deutscher Küche. Die im Ort ansässigen Vereine wie Freiwillige Feuerwehr, Schützenverein, Siedlergemeinschaft, Sportverein und kirchliche Kreise sind sehr beliebt und werden von den „dorftreuen“ Mitbürgern gepflegt.
Die Omnibuslinie 465 in die Innenstadt (alle 30 Minuten) sorgt für eine gute Anbindung an die Innenstadt, die ca. 8 km von Geitelde entfernt liegt.
Heutzutage leben mehr als 1.000 Menschen in Geitelde und anliegendem Neubaugebiet.
Radweg zwischen Geitelde und Rüningen
Ende 2009 wurde die Planfeststellung der Stadt Braunschweig für einen Radweg zwischen Geitelde und dem zwei Kilometer entfernten Stadtteil Rüningen veröffentlicht und die Bauarbeiten im November 2011 abgeschlossen.
Der 1,4 Kilometer lange Radweg endet jeweils an der Siedlungsgrenze beider Dörfer und ist in beide Richtungen befahrbar.
Internetanbindung
Seit 2011 ist die Internetverbindung im Ort modernisiert worden. Ursprünglich hatte die Telekom angekündigt, diese mit bis zu 16 MB/s pro Teilnehmer auszubauen.
Dafür waren im Ort verteilt drei Multifunktionsgehäuse mit aktiver ADSL2+ Technik geplant, welche durch eine bereits im Ort verlaufende LWL Ferntrasse versorgt werden. Eine weitere Glasfasertrasse ist im Besitz des örtlichen Energieversorgers. Die Telekom und Vodafone bieten für Privathaushalte ein 250 MBit/s-Versorgung an.

## Wappen
Das Geitelder Wappen zeigt eine schwarze Egge auf einem goldenen Schild, die unterhalb eines schwarzen Schildhauptes mit goldenem Kreuz angeordnet ist.
Das Kreuz steht für die Verbindung zu christlichen Institutionen in der Vergangenheit des Ortes, besonders zum Stift Steterburg. Die Farbgebung ist im Bereich der Stadtwappen der Braunschweiger Ortsteile einmalig und wurde frei gewählt.
Entworfen wurde es von Arnold Rabbow, die Vorlage war eine Zeichnung von Hedy Keßler. Das Wappen wurde am 20. Februar 1980 durch den Ortsrat von Timmerlah bestätigt.